# Hans Olofsson (astronom)
Hans Olofsson, född 1952 i Göteborg, är en svensk professor i astronomi.
Hans Olofsson blev 1975 civilingenjör i elektroteknik vid Chalmers tekniska högskola, och disputerade på samma lärosäte 1983 på en avhandling om interstellära och cirkumstellära gasmoln. 1987 utnämndes han till docent i radioastronomi vid Chalmers. Han utnämndes till professor i astronomi vid Stockholms universitet 1993. 
Olofsson var föreståndare och direktör för Onsala Rymdobservatorium från 1 december 2005 till december 2013 och blev samtidigt gästprofessor i radioastronomi vid Chalmers. I februari 2007 valde Vetenskapsakademien in honom till ny ledamot i klassen för astronomi och rymdvetenskap, med ledamotsnummer 1544.